# Science de la cognition
 (mars 2007).
Dans l'article des sciences cognitives, il est exprimé que les cogniticiens appartiennent à la science de la cognition. Nous aborderons donc, dans cet article, le principe même qui a fondé les sciences cognitives : la fusion des savoirs des sciences fédérées autour des objectifs cognitifs.
La fédération s'articule autour d'un des objectifs admis par toutes les sciences cognitives : l'utilisation de l'ordinateur pour manipuler les symboliques. L'ordinateur étant une machine ne comprenant que des principes mathématiques, nous nous intéresserons aux différentes approches formelles, donc exprimées sous forme mathématique, des sciences de la cognition.
Nous n'aborderons pas, dans cet article, les Graphes Conceptuels de Sowa puisqu'un article leur est consacré. Il faut cependant savoir que l'approche de Sowa est la plus complète dans le processus d'acquisition / restitution, structuration et interprétation des connaissances. Le but de cet article consiste à exposer succinctement les différentes étapes cognitives et des modèles formels (sans leur formalisme) propres à chaque étape.

## Introduction
Nous allons tenter de réaliser un tour d’horizon non exhaustif des modélisations existantes afin de mettre en application les différentes approches sur un outil informatique ; l'acceptation de l'ordinateur en tant qu'outil de simulation et de manipulation symbolique est une caractéristique majeure des sciences cognitives.
Les modèles que nous approchons doivent permettre de simuler le traitement humain de la connaissance :
- Principe de stockage pour simuler la mémoire (notion de concept et représentation conceptuelle)
- Principe de raisonnement (représentation conceptuelle, manipulation symbolique)
- Principe d'intégration successive et de restitution (représentation conceptuelle, communication)

## Les aspects linguistiques
La plupart des travaux réalisés dans ce domaine partent de l'hypothèse qu'un énoncé possède un sens littéral et ils construisent une représentation à l'aide de connaissances générales, syntaxiques et sémantiques. Or, l'existence d'un sens littéral n'est pas toujours justifiable d'un point de vue linguistique ou psychologique. La linguistique présente des modèles permettant l'acquisition et la restitution de connaissances. Dans les systèmes à base de connaissances, nous raisonnons sur le sens ; les modèles linguistiques ne sont pas encore parvenus au consensus sur la problématique posée concernant l'articulation entre la syntaxe et la sémantique.

### Les grammaires formelles
En 1957, la linguistique s'oriente vers la formalisation à la suite d'une publication de Noam Chomsky  dans laquelle il tente de construire une théorie fondée sur :
- l'application de méthodes de recherche scientifique à la formalisation de la syntaxe,
- et l'introduction de la notion de structure profonde.

Les grammaires formelles donnent la primauté et une autonomie à la syntaxe ; elles sont centrées sur les règles qui régissent toutes les possibilités d'association des mots entre eux selon leurs catégories lexicales et permettent de décider si une phrase donnée est acceptable ou non dans sa forme syntaxique. Ces modèles sont un mécanisme génératif syntaxique et, les problèmes de sémantique ont montré leurs limites.
Pour tenter de pallier ces limites, Chomsky a intégré dans sa théorie standard le principe de transformation. Les grammaires transformationnelles permettent de prendre en compte l'aspect sémantique ce qui rend la problématique initiale plus cognitive : le modèle devient une théorie complète du langage.
Des critiques ont été émises qui démontrent que le modèle transformationnel équivaut à une grammaire formelle de type 0 (voir,) ce qui ne permet pas de décrire efficacement les langues naturelles. La méthode transformationnelle reste trop attachée à l'analyse syntaxique et ne tient pas suffisamment compte de l'aspect sémantique.
Chomsky a donc étendu sa théorie standard qui a débouché sur la théorie standard étendue dans laquelle il a ajouté une étape d'insertion lexicale avant l'application des transformations.
Cette théorie est claire en apparence, mais il est difficile d'établir et de concevoir les règles d'interprétation sémantique en raisonnant sur un ensemble d'arbres de dérivation ; les propos de Gross expriment cette difficulté : « les tentatives d'affiner les descriptions d'une langue en augmentant le nombre de règles d'une grammaire de Chomsky n'aboutissent pas : le nombre de règles croît régulièrement avec la taille du corpus considéré et aucun signe de convergence n'apparaît. » De plus, certains phénomènes linguistiques restent inexplicables par cette théorie.

### Les grammaires catégorielles
La grammaire catégorielle est considérée comme l'aboutissement d'une tendance qui a poussé à abandonner les transformations des grammaires génératives, puis la composante syntagmatique elle-même, pour ne considérer que des structures catégorielles assignées aux éléments lexicaux de telle sorte que la syntaxe se réduise à une algèbre, une combinatoire universelle contrôlée par ces structures catégorielles.
Des règles (.,/,\) sont applicables par extension aux structures communes des langages naturels ; nous rencontrons cependant des problèmes de compréhension lorsque nous traitons des tournures de phrases impersonnelles ou elliptiques. La multi-catégoricité est néfaste à la compréhension. Afin de réduire la complexité d’une phrase, Lambek introduit des règles de changement de type. Il transforme ce système en système déductif par des schémas d'axiomes et d'inférences. Cette grammaire doit cependant être renforcée par une capacité d'analyse sémantique ; c’est sur cette base que Richard Montague développera sa grammaire universelle connue aussi sous le nom de sémantique de Montague.

### Les grammaires de cas
Les grammaires de cas s'intéressent aux problèmes des représentations de phrases, dans lesquels nous considérons que les aspects sémantiques sont plus centraux que la syntaxe. Le plus connus des théoriciens est Fillmore grâce à son article célèbre The Case for Case. L'auteur soutient que nous pouvons identifier un ensemble de cas sémantiques permettant de mettre en évidence, de la même façon que des cas syntaxiques, les relations du sens qui existent entre les noms (ou groupes nominaux) et le verbe dans une phrase simple. Ce qui est important dans cette théorie, d'un point de vue informaticien, est d'obtenir une représentation de la phrase à partir de laquelle nous pourrons raisonner sur le sens. Sur les bases de cette approche, d’autres modèles ont vu le jour par Grimes, Simmons et Shank.

### Les grammaires systémiques
L'anthropologue Malinowski est à l'origine de cette théorie. Indépendamment de la linguistique générative américaine qui avait choisi une approche mathématique d'un système isolé, Malinowski introduit une notion importante : les aspects fonctionnels du langage ; c'est-à-dire la nécessité d'expliciter le rôle des différents constituants par rapport à l'énonciateur. Nous retrouvons là un principe de l'anthropologie qui pense que le langage doit être étudié en tant qu'activité sociale fondamentalement liée à son contexte d'utilisation. Firth a repris ces idées pour les adapter afin de les insérer dans un cadre linguistique. Il introduit la notion de système : ensemble de choix dans un contexte linguistique spécifique. Enfin, Halliday reprend ces idées,, les étend et construit une théorie linguistique complète. Les grammaires systémiques sont des grammaires descriptives qui caractérisent les phrases par des ensembles de traits qui peuvent être utilisés par d'autres processus.

### Les grammaires fonctionnelles
Dans les grammaires fonctionnelles,, le langage est considéré comme une activité interactive sociale et non pas un ensemble de phrases en ce sens que la fonction première d'une langue est la communication plus qu'une expression de pensées. Pour ce faire, ces grammaires unifient les informations des dictionnaires et les règles grammaticales qui sont considérées comme des expressions de contraintes qui sont elles-mêmes des conditions nécessaires pour qu'un élément donné soit une forme correcte.
Tout comme les grammaires systémiques, les grammaires fonctionnelles veulent donner un rôle prédominant aux aspects fonctionnels et relationnels dans la description des expressions linguistiques. Ces théories visent à expliciter les articulations entre les niveaux lexicaux, syntaxiques et sémantiques. Elles donnent généralement naissance à des modèles plus riches et plus souples que les grammaires génératives d’un point de vue informatique.

## Notion de concept
Si le mythe des objets physiques est supérieur à la plupart des autres, d'un point de vue épistémologique, c'est qu'il s'est avéré être un instrument plus efficace que les autres mythes, pour insérer une structure maniable dans le flux de l'expérience.
L'activité classificatoire est la forme la plus élémentaire de la représentation. Du point de vue de la relation avec l'environnement, classer signifie reconnaître un certain nombre de discontinuités vitales. L'activité de classification représente la condition minimale de l'adaptation ; on classe comme on peut, mais on classe. La classification conceptuelle a pour objet de préserver les informations que nous avons du monde simulant un support de stockage mémoriel.

### Définition
Dans les sciences cognitives, nous pouvons distinguer cinq acceptions différentes, diversement combinées ou confondues, tant en intelligence artificielle qu'en sémantique :
1. Le concept est une forme de la pensée humaine qui permet de dégager les caractères généraux essentiels, des choses et des phénomènes de la réalité objective ; c'est-à-dire une représentation mentale, générale et abstraite d'un objet. Ce concept, philosophique et logique, n'a pas nécessairement de rapport avec les langues ou les autres systèmes de signes.
2. Le concept est un universel de représentation qui appartient au langage mais qui ne dépend d'aucune langue particulière. Il relève de la sémantique universelle. En linguistique il est appelé primitive ou noème. En intelligence artificielle, nous le nommons primitive (Schank dans sa théorie des dépendances fonctionnelles).
3. Rastier[17] distingue le concept en tant que corrélat psychique du 2., en fait, il différencie le niveau noémique et le niveau conceptuel bien qu'il souligne que peu d'auteurs distinguent les universaux métalinguistiques (noèmes) et les universaux supposés de la pensée.
4. Le concept est le signifié d'un morphème d'une langue. En sémantique différentielle il est appelé sémème. En intelligence artificielle, nous le nommons concept ou plus spécifiquement formula voir frame (qui est parfois traduit par stéréotype) quand il est défini comme une collection de composants.
5. Saussure a introduit ce concept en tant que corrélat psychique du 4. En intelligence artificielle et dans les sciences cognitives, il est rarement distingué des autres concepts.

Dans les réseaux à visée lexicographique, tous les nœuds d'un plan représentent des unités sémantiques et non conceptuelles. Dans les réseaux conceptuels, les concepts représentent des classes de contenus d'une langue construites par le programmeur, donc ces réseaux représentent un modèle partiel de langue, une langue quasi naturelle.

### Modèle classique
Selon Lalande, tout concept possède une extension qui peut être nulle ; inversement, à toute classe définie d'objets correspond un concept, car nous ne pouvons définir une telle classe sans en indiquer un ensemble de caractères qui appartiennent aux objets de cette classe et à eux seuls et qui permettent de les distinguer de tous les autres.
L'ensemble des métaconcepts utilisés dans les travaux terminologiques ont été définis par le comité technique 37 de l'ISO (ISO/TC37) mais ces définitions ne font pas l'unanimité ; les concepts se chevauchent et manquent de précision ; c'est un problème de manque de rigueur.
Afin de réaliser une hiérarchie ou un treillis de concepts, il existe deux approches majeures.
La première approche considère qu'un concept est une unité de connaissance qui comprend des propositions vérifiables concernant un élément de référence choisi, exprimé par un terme posant l’hypothèse de l’universalisme de la connaissance ; la définition se fait en trois étapes :
- l'étape référentielle : définir le référent, par exemple « être un soldat ».
- l'étape de prédication : définir l'ensemble des caractéristiques du concept, par exemple définir les caractéristiques spécifiques au fait « d’être un soldat ».
- l'étape de représentation : choisir le terme considéré comme la forme extérieure du concept, dans notre exemple nous prendrons le terme « soldat ».

La seconde approche considère qu'un concept se situe à l'articulation entre deux logiques : la logique intentionnelle (niveau de la langue) et la logique extensionnelle (niveau du discours) et se construit de la manière suivante :
- Nous considérons un prédicat ou un mot de la langue (chien), nous sommes dans une logique intentionnelle ; aucun univers n'est pris en compte.
- Nous considérons un prédicat (chien) en tenant compte d'un univers, nous construisons un concept (un chien) qui introduit une classe virtuelle : un prédicat ne peut être considéré comme concept que lorsqu'il est considéré dans un univers de discours ; nous basculons d'une logique intentionnelle vers une logique extensionnelle.
- Nous construisons le terme : un article indéfini précédant un prédicat lié à un concept (le chien) abouti au nom d'une classe et désigne toutes les catégories de ce concept.

Cette seconde approche souligne le rôle essentiel de l'article dans la dénotation d'un ensemble d'entités.

### La théorie des prototypes
Ce modèle considère que la formation de concepts est une composante fondamentale du processus cognitif. Le terme prototype est utilisé afin de mettre l'accent sur la conceptualisation par objet représentatif ou typique d'un groupe d'objets.
Ce modèle a pour base les études sur les concepts naturels menées par les psychologues dans les années 1970. Ces chercheurs ont avancé que le modèle de formation classique mettait en évidence des concepts artificiels ce qui n'est pas applicable aux concepts naturels. Les psychologues qui ont élaboré ce modèle rejettent l'hypothèse de Sapir-Whorf, et affirment la validité de l'universalisme cognitif.

### Remarque
Sowa, dans sa théorie des graphes conceptuels, a rendu son principe de concept mois restrictif ou moins strict en permettant les deux approches.

## Représentation conceptuelle
La représentation conceptuelle consiste à construire une théorie appelée réseau sémantique. L'unité de base qu'est le concept acquiert tout son sens par les relations conceptuelles qui le lie aux autres concepts. Cette étape consiste à introduire la notion de raisonnement, condition nécessaire pour passer de la nature informative des concepts à la nature de connaissances.
Les relations sont multiples dans les réseaux sémantiques. Cependant, le lien le plus important est le lien hiérarchique (particularisation dans l’approche des prototypes) permettant de construire une hiérarchie sur laquelle s’opère le raisonnement par composition et les inférences. L’une des problématiques de ce liens est qu’il s’applique tant d’une classe vers une sous-classe que d’une classe vers un individu, ce qui peut générer des ambiguïtés artificielles dues à l’amalgame entre inclusion mathématique (classe – sous-classe) et l’appartenance mathématique (classe – individu).
Au-delà de ce lien nous pouvons citer :
- le lien de la partie au tout, à ne pas confondre avec la notion d’attributs ; voir la règle du test linguistique de Woods[26] et le fondement de Husserl[27],[28]
- le lien d’équivalence permettant l’approche de la synonymie, mais pose la problématique de savoir si deux termes sont une fois synonymes, ils le seront toujours et la plupart des thésaurus assurant des liens de synonymie symétriques, cela suggère que les relations d'intérêt englobent sans dissociation des liens de généralisation, de similarité et d'autres associations.
- le lien de contraste : mettre en évidence la différence entre deux éléments. La distinction entre deux concepts peut être vue sous la forme d'une négation, de l'opposition ou d'une distinction simple.
- le lien spatial se rapprochent plus des aspects pragmatiques que sémantiques car ce type de lien décrit plutôt un état du monde qu'un concept général.
- le lien de succession pour ordonner des concepts tels que les jours de la semaine.
- lien de fonction qui permet d'associer un objet à l'action qui est impliquée par cet objet (pelle et creuser).

### Les réseaux à propagation de marqueurs
Cette approche propose de simuler le fonctionnement neurobiologique d'un ensemble d'éléments capables de propager un nombre limité d'informations en utilisant la notion de parallélisme. Elle propose que les nœuds et les arcs soient considérés comme des microprocesseurs possédant une mémoire locale d'une douzaine de bits dans lesquels nous pouvons stocker des marqueurs. Elle introduit un superviseur qui est chargé de la gestion globale du réseau ; transmission de messages ordonnant aux nœuds de propager des marqueurs d'un certain type sous certaines conditions. Lorsqu'un nœud reçoit un message de propagation, il va marquer tous les arcs dont il est à l'origine et qui remplissent les conditions indiquées.
Un aspect intéressant de cette théorie est de représenter chaque concept par deux nœuds :
- celui de l'individu typique (classe générale),
- celui de l'ensemble des individus.

Afin de pallier le problème des exceptions, cette approche distingue deux types de liens sorte de : universel et annulable ; ce qui permet, en introduisant un lien exception, d'annuler un lien annulable.
Les réseaux à propagation de marqueurs sont très intéressants d'un point de vue temps de réponse. En effet, le temps de raisonnement est proportionnel au diamètre du réseau. Cette propriété prend toute son importance lorsque nous savons, par expérience, que même pour des applications complexes possédant un grand nombre de nœuds et d'arcs, le diamètre des réseaux reste assez restreint.	Cependant, ces réseaux ont un problème majeur ; ils ne peuvent exprimer certaines informations qui peuvent l'être en logique du premier ordre.

### Les réseaux sémantiques partitionnés
Cette approche délimite des sous-ensembles de nœuds et d'arcs appelés espace. Ces espaces représentent un ensemble de concepts et les affirmations à leur sujet. Ce modèle introduit la notion de vista : la composition d'espaces individuels, souvent représentée par des emboîtements que nous pouvons considérer comme une hiérarchie qui fournit un mécanisme de représentation contextuelle des connaissances. Le principe est que, à l'intérieur d'une vista, les connaissances exprimées dans les espaces parents sont globales pour tous les espaces fils alors que dans les espaces voisins (situés au même niveau) sont représentées des connaissances locales non partageables.
Dans ce modèle, les nœuds représentent des classes ou des individus. Les arcs établissent des relations ensemblistes entre les nœuds et permettront l'héritage des propriétés. D'autres types d'arcs vont représenter des relations sémantiques liées à des concepts prédicatifs.
Les réseaux sémantiques partitionnés dépassent les capacités de la logique classique. En effet, le principe d'espace permet de tenir compte des notions de points de vue et de contexte. Cependant, ils restent difficile à mettre en œuvre sur un outil informatique.

## Conclusion
Actuellement, aucun modèle ne tient compte de l'ensemble des problématiques exposées. Un désaccord profond persiste entre les différentes sciences particulièrement concernant l'articulation de la syntaxe et des autres processus mis en jeu dans la compréhension des langues.

## Ouvrages généraux
- Vergnaud G. - Les sciences cognitives en débat, Éditions du CNRS, 1991
- Vogel C. - Génie Cognitif, Masson, 1988